# Colchester & East Essex Football League
De Colchester & East Essex Football League is een Engelse regionale voetbalcompetitie. Er zijn 4 divisies en de Premier Division bevindt zich op het 15de niveau in de Engelse voetbalpiramide. De league is leverancier voor de Essex and Suffolk Border Football League.